# Titularbistum Maturba
Maturba ist ein Titularbistum der römisch-katholischen Kirche.
Es geht zurück auf einen ehemaligen Bischofssitz in der gleichnamigen antiken Stadt in der römischen Provinz Mauretania Caesariensis im Norden von Algerien.
| Titularbischöfe von Maturba |                                     |                                                  |                   |                   |
| Nr.                         | Name                                | Amt                                              | von               | bis               |
| 1                           | Alphonse Streit MAfr                | emeritierter Bischof von Mariannhill (Südafrika) | 21. Mai 1970      | 22. Juni 1970     |
| 2                           | Silas Silvius Njiru                 | Weihbischof in Meru (Kenia)                      | 2. Oktober 1975   | 9. Dezember 1976  |
| 3                           | Luis Gabriel Romero Franco          | Weihbischof in Bogota (Kolumbien)                | 6. Mai 1977       | 15. April 1986    |
| 4                           | Leopoldo José Brenes Solórzano      | Weihbischof in Managua (Nicaragua)               | 13. Februar 1988  | 2. November 1991  |
| 5                           | Luiz Antônio Guedes                 | Weihbischof in Campinas (Brasilien)              | 29. Januar 1997   | 24. Oktober 2001  |
| 6                           | Francis Daw Tang                    | Weihbischof in Myitkyina (Myanmar)               | 5. Juni 2002      | 3. Dezember 2004  |
| 7                           | José Luís Gerardo Ponce de León IMC | Apostolischer Vikar von Ingwavuma (Südafrika)    | 24. November 2008 | 29. November 2013 |
| 8                           | Paul Simick                         | Apostolischer Vikar von Nepal                    | 25. April 2014    | 9. November 2024  |